# 大慈寺 (成都)
大慈寺位于四川省成都市中心太古里商业街，有“震旦第一丛林”之称。大慈寺始建于唐代，后几经重建。1965年大慈寺关闭，1983年改为成都市博物馆。2004年4月8日，大慈寺作为宗教场所恢复对外开放。

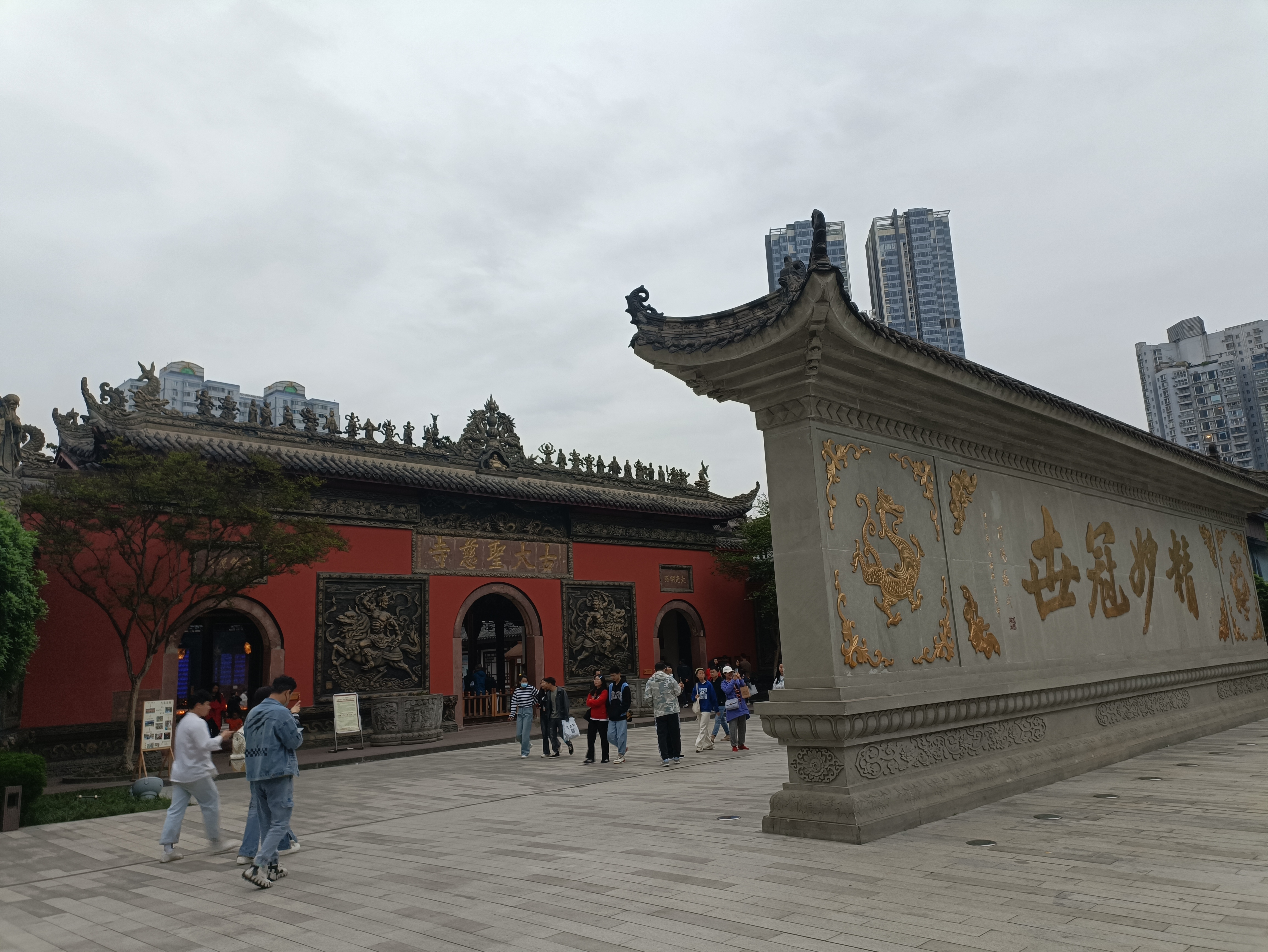
大慈寺照壁
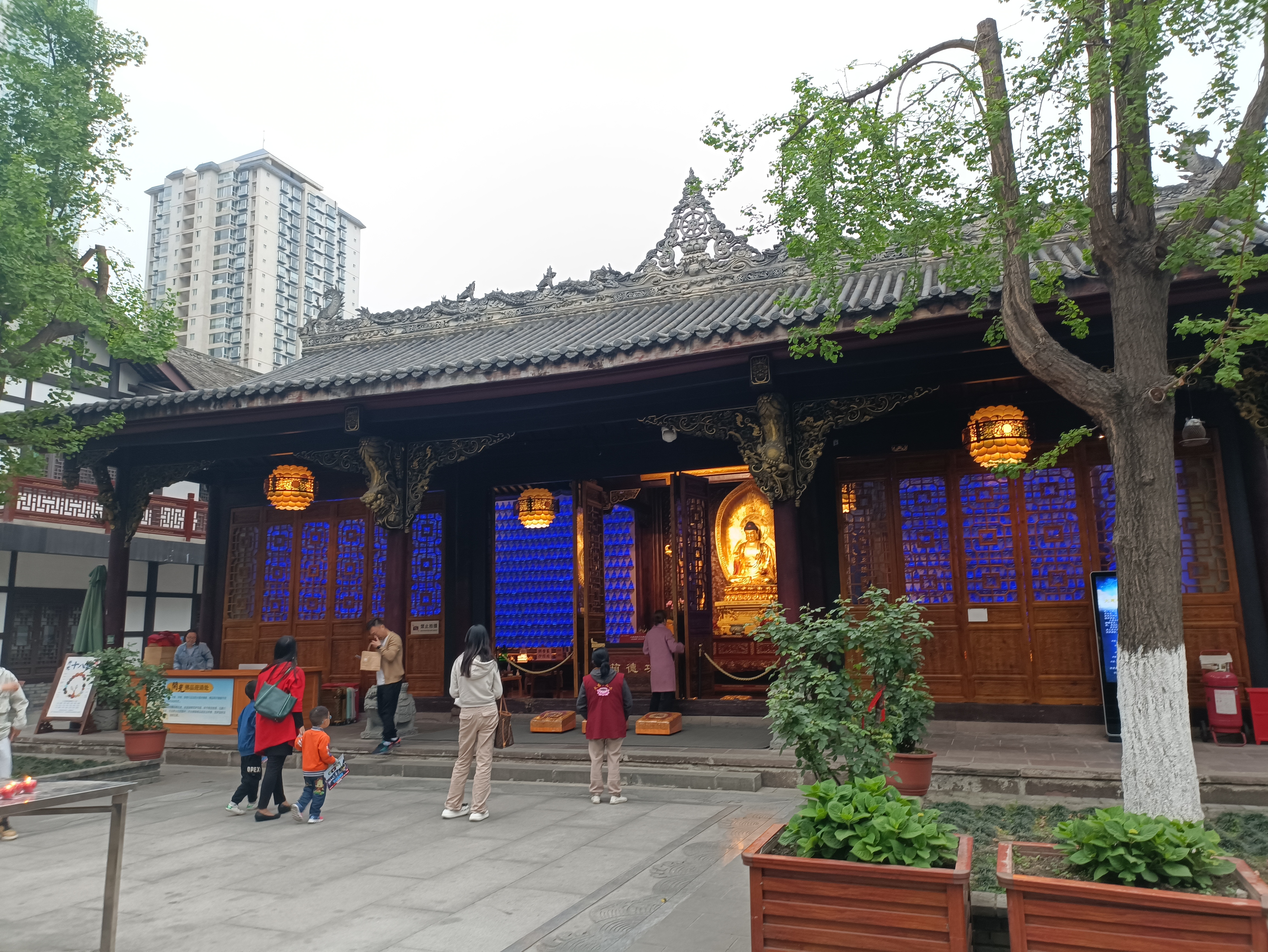
药师殿
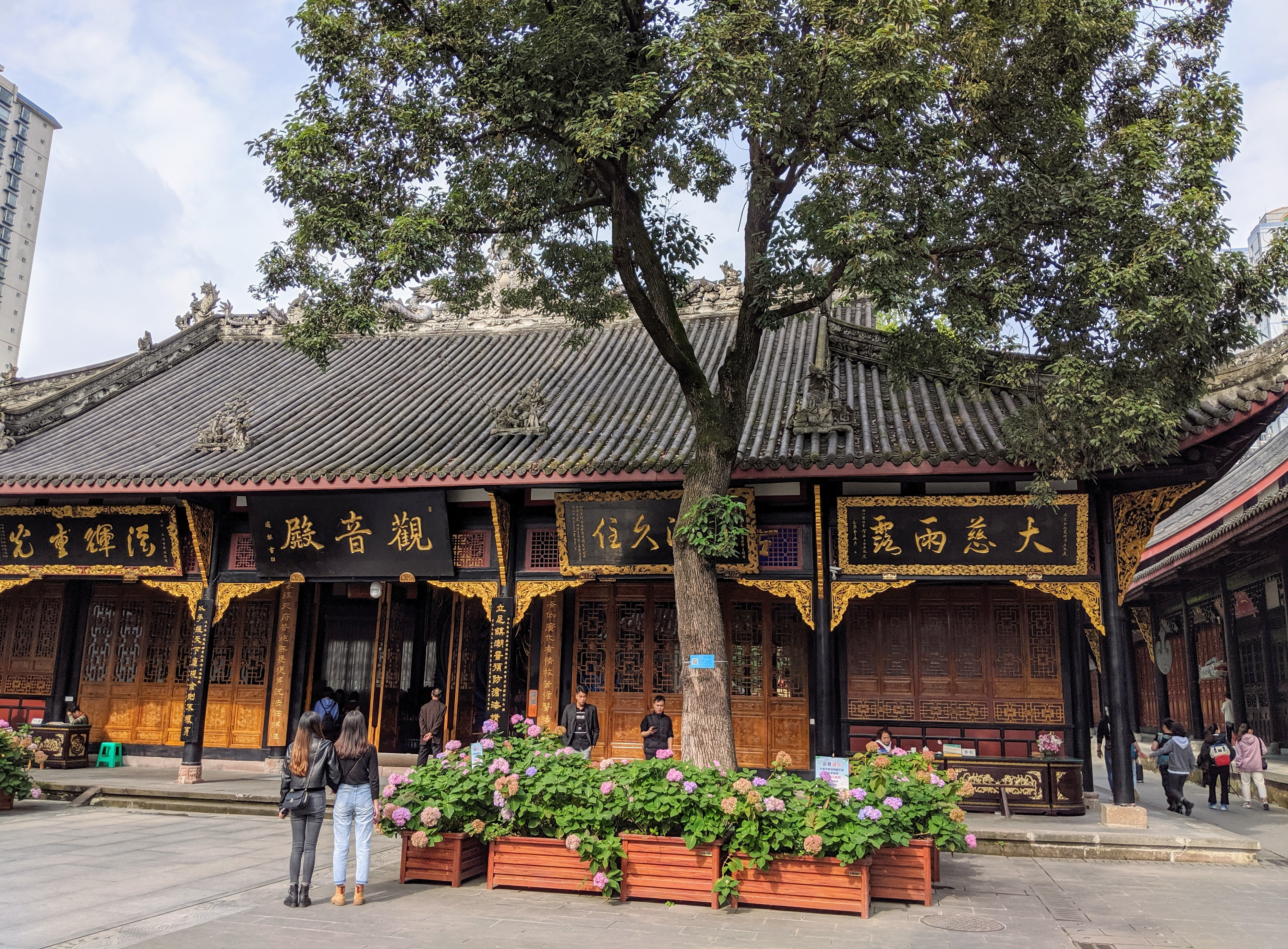
观音殿
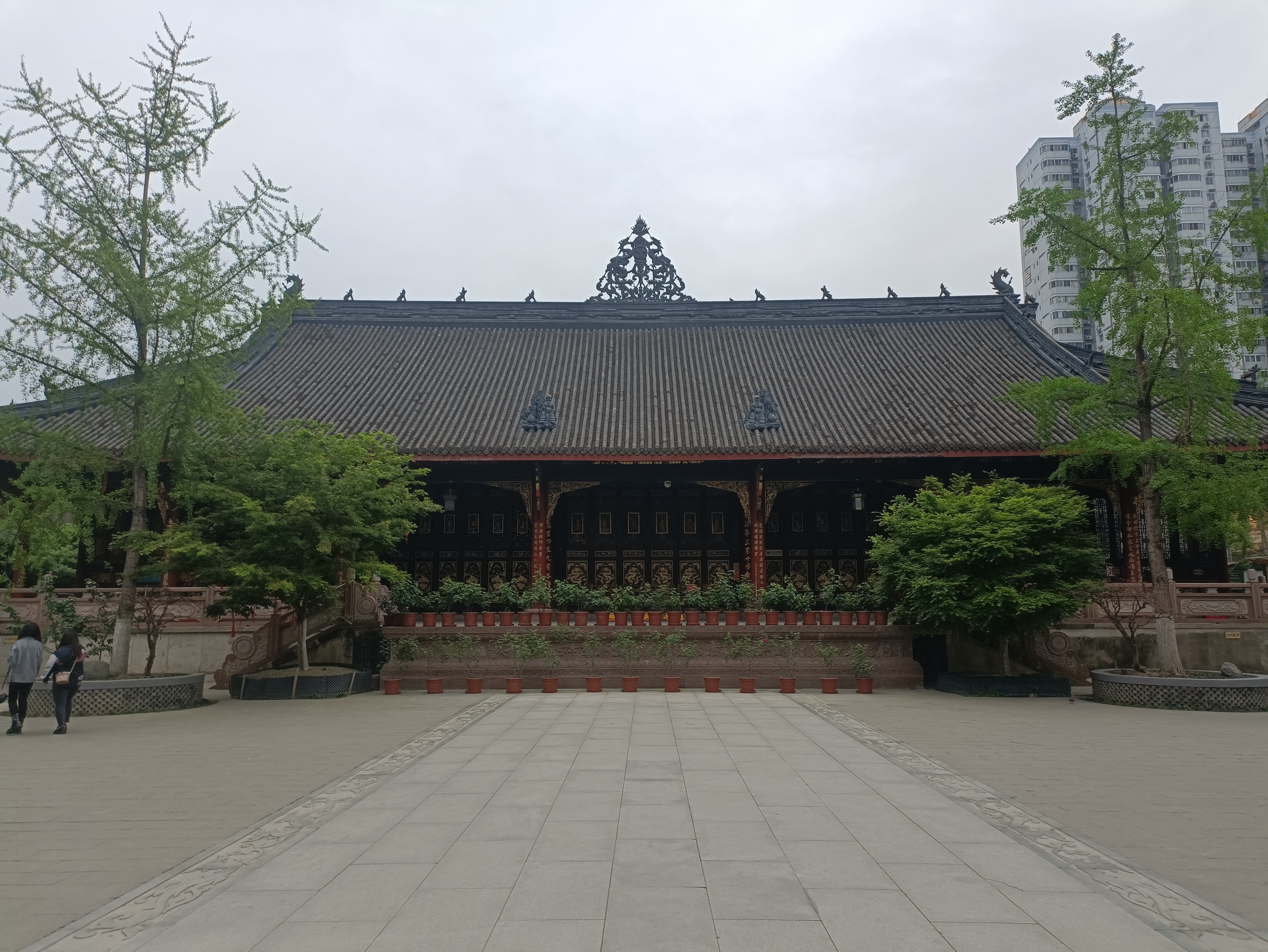
大雄宝殿
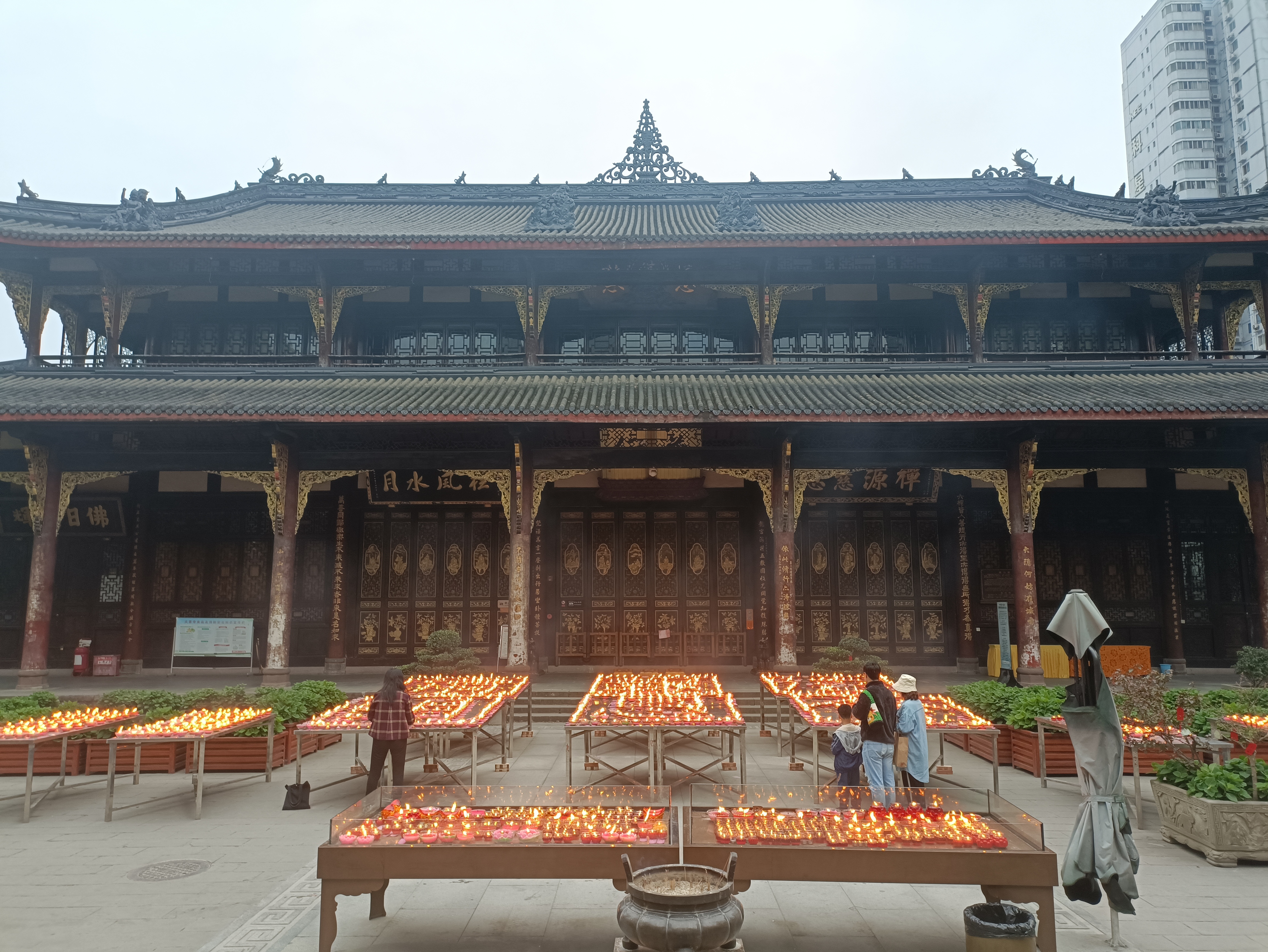
藏经楼